# Kammmolch-Biotop Tagebau Haverlahwiese
Kammmolch-Biotop Tagebau Haverlahwiese este o arie protejată (arie specială de conservare — SAC, sit de importanță comunitară — SCI) din Germania întinsă pe o suprafață de 116,7 ha, integral pe uscat.

## Localizare
Centrul sitului Kammmolch-Biotop Tagebau Haverlahwiese este situat la coordonatele 52°06′31″N 10°19′11″E / 52.1086°N 10.3197°E.

## Înființare
Situl Kammmolch-Biotop Tagebau Haverlahwiese a fost declarat sit de importanță comunitară în ianuarie 2005 pentru a proteja 1 specie de animale. Situl a fost protejat și ca arie specială de conservare în iunie 2016.

## Biodiversitate
Situată în ecoregiunea continentală, aria protejată nu include niciun habitat protejat.
La baza desemnării sitului se află o specie protejată de  amfibieni: triton cu creastă (Triturus cristatus).
Pe lângă speciile protejate, pe teritoriul sitului au mai fost identificate 2 specii de amfibieni.